# Estación de Vionnaz
La estación de Vionnaz es un apeadero de la comuna suiza de Collombey-Muraz, en el Cantón del Valais.

## Historia y situación
El apeadero de Vionnaz fue inaugurado en el año 1859 con la puesta en servicio del tramo Le Bouveret - San Mauricio - Martigny, que pertenece el primer segmento a la línea del Tokin y el segundo, a la línea Lausana - Brig, más conocida como la línea del Simplon.
Se encuentra ubicado en la zona norte de la comuna de Collombey-Muraz, aunque da servicio a la comuna de Vionnaz, cuyo núcleo urbano se encuentra al oeste del apeadero. Cuenta con un único andén lateral al que accede una vía pasante. En el norte del apeadero existe una derivación hacia una refinería.
En la comuna  de Collombey-Muraz existen más estaciones y apeaderos de ferrocarril, pertenecientes a la red de vía métrica que opera TPC (Transports Publics du Chablais) y que tiene como extremos Champéry y Aigle. La estación más importante de esta red en la comuna es la de Collombey-Muraz, que se encuentra en el centro de Collombey.
En términos ferroviarios, el apeadero se sitúa en la línea Saint-Gingolph - San Mauricio. Sus dependencias ferroviarias colaterales son el apeadero de Collombey hacia Saint-Gingolph, y la estación de Vouvry en dirección San Mauricio.

## Servicios ferroviarios
Los servicios ferroviarios de este apeadero están prestados por SBB-CFF-FFS y por RegionAlps, empresa participada por los SBB-CFF-FFS y que opera servicios de trenes regionales en el Cantón del Valais:

### Regional
- R Saint-Gingolph - Monthey - San Mauricio - Sion - Brig. Efectúa parada en todas las estaciones y apeaderos del trayecto. Operado por RegionAlps.